# Tragedia di Nervi
La tragedia di Nervi (o sciagura di Nervi) è stata un incidente stradale verificatosi su un viadotto della A12 vicino a Nervi il 18 dicembre 1983, in cui persero la vita 35 marinai di leva.

## Descrizione
Alle 7:00 circa di domenica 18 dicembre 1983, un pullman Fiat 370 con a bordo 38 marinai di leva del distaccamento di Aulla partì alla volta di Torino per permettere ai passeggeri di assistere a una partita di calcio.

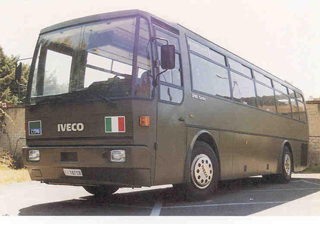
Un Fiat/Iveco 370 dell'Esercito Italiano simile a quello coinvolto nell'incidente.

Arrivato all'altezza del quartiere Nervi di Genova, verso le 8:10 circa, mentre si trovava sul cosiddetto "viadotto della Castagna", lungo l'autostrada A12, il pullman all'improvviso sbandò e, nonostante i tentativi del conducente di controllarlo, entrò nell'altra corsia di marcia, ruppe il guard-rail ed effettuò un volo di oltre 70 metri nella valle sottostante. Il rumore dell'impatto al suolo fu tanto forte da udirsi in tutta la vallata. 34 marinai morirono immediatamente, altri 3 furono ricoverati in coma (uno fu quasi subito dichiarato 'clinicamente morto') e solo uno riuscì a cavarsela quasi indenne.
I primi soccorsi arrivarono alle 8:15. Sin da subito si pensò che la colpa fosse delle gomme probabilmente non adatte, del vento molto forte e della velocità troppo elevata. I testimoni della valle sottostante dichiararono che nei primi istanti si pensò ad un tamponamento, cosa che accadeva spesso in quel tratto autostradale, giudicato molto pericoloso, ma al secondo forte rumore fu possibile capire che si trattava di qualcosa di molto più grave.
Con lo svolgersi delle indagini, si appurò che la colpa era del cattivo stato di manutenzione del mezzo, che era stato comprato di seconda mano 20 mesi prima dell'incidente con 31.000 km percorsi, e della pioggia.
La tragedia fu ricordata tredici giorni dopo dal presidente della Repubblica Sandro Pertini nel messaggio di fine anno del 1983.